# Corossol (Saint-Barthélemy)
Pour les articles homonymes, voir Corossol.
Corossol est un petit village de pêcheurs à Saint-Barthélemy dans les Caraïbes. Il est situé dans la partie nord-ouest de l'île, à environ 1,5 km au nord de la ville principale de Gustavia. 

## Histoire
Corossol est connu pour ses bateaux traditionnels qui y sont construits, des doris de couleur beige d'une longueur de 3 à 4 mètres,, ainsi que pour ses chapeaux et paniers en paille tissés à la main par les femmes plus âgées du village. Corossol se compose de petites maisons colorées,. Une partie de la population parle le normand, la langue traditionnelle du quartier.
Chaque dimanche, les habitants partent à la mer avec des casiers et des filets pour pêcher. Il y a une petite plage de sable brun sur la baie. Corossol abrite le Musée international des coquillages avec une collection de 9 000 coquillages du monde entier.